# Vincent Gallo
Vincent Gallo (Buffalo, 11 aprile 1961) è un attore, regista, sceneggiatore, musicista, pittore ed ex modello statunitense di origini italiane.
È noto soprattutto per aver partecipato a numerosi film indipendenti, sia in veste di attore che di regista e produttore. Ha vinto numerosi premi tra cui la coppa Volpi per la migliore interpretazion maschile e ha ricevuto numerose nomination, tra cui la Palma d'oro, il Leone d'oro e il Cavallo di bronzo.
Dopo un'infanzia difficile in cui lavorò per la mafia locale, Vincent Gallo divenne pilota professionista di moto Formula TT. Successivamente divenne un pittore di successo e musicista, lavorando con Jean-Michel Basquiat e Lukas Haas. Gallo esordì poi come attore cinematografico apparendo in diversi film indipendenti di successo.
In qualità di regista Gallo ha diretto, sceneggiato e interpretato tre film indipendenti, Buffalo '66 (1998), The Brown Bunny (2003) e Promises Written in Water (2010). Buffalo '66 ricevette ottimo riscontro di critica mentre The Brown Bunny divise pubblico e critico e scatenò controversie; Promises Written in Water ricevette quasi esclusivamente critiche negative seppur ottenne recensioni molto positive da alcuni critici. Gallo fu inoltre produttore del film italiano Diceria dell'untore (1990) diretto da Beppe Cino e tratto dal romanzo omonimo di Gesualdo Bufalino.
Gallo ha inoltre diretto e interpretato diversi cortometraggi tra cui The Agent (2010) e diversi videoclip musicali. Gallo ha inoltre pubblicato alcuni dischi solisti per la Warp Records, tra cui l'album When (2001). In qualità di modello ha inoltre posato per diverse case di moda tra cui Calvin Klein, H&M, Supreme, Persol e Yves Saint Laurent.
L'opera di Vincent Gallo si è guadagnata negli anni lo status di culto, particolarmente in Giappone, e la sua recitazione è stata ampiamente apprezzata dalla critica specializzata seppur la sua regia è stata spesso divisiva e oggetto di polemiche. Tra i fan dichiarati di Vincent Gallo vi sono Jean-Luc Godard, John Waters, Werner Herzog, Claire Denis, David Lowery e Robert Pattinson.

## Biografia

### I primi anni
Vincent Gallo è nato l'11 aprile 1961 a Buffalo nello stato di New York, da Vincent Gallo Sr. e Janet Gallo, entrambi siciliani e di professione barbiere, secondo di tre figli, ebbe un'educazione cattolica. Gallo descrisse i suoi genitori come "persone disoneste" e molto violente nei suoi confronti tanto da attribuire le sue manie di controllo e di perfezionismo nel suo lavoro di regista alle sue esperienze infantili.
All'età di 12 anni, Gallo lavorò per la mafia locale a Buffalo, collaborando in crimini di diversa natura, principalmente furti d'auto e taccheggio. Gallo lavorò per la mafia per un anno e desiderò perseguire la sua carriera nel crimine per diventare un gangster. Nonostante ciò venne convinto da un altro membro a non sprecare il suo potenziale e ad abbandonare il crimine per una carriera regolare.
All'età di 16 anni, dopo essersi diplomato alla Sweet Home High School nel 1978 Gallo lasciò Buffalo e fuggì di casa verso New York City vivendo inizialmente di espedienti e facendo diversi lavori tra cui il commesso in un negozio di chitarre e il lavapiatti in un ristorante.
Senza alcuna preparazione né conoscenza professionale dell'ambito, Gallo esordì come pilota professionista nella Formula TT per la Yamaha al Grand Prix pur non vincendo competizioni a livello nazionale. Nel suo film del 2004, The Brown Bunny Gallo guida una moto Honda NSR250 color oro personalmente disegnata da lui. In questo periodo divenne inoltre pittore di successo.

## Carriera cinematografica

### I primi anni
Durante gli anni 80, oltre alla pittura e alla musica, Gallo iniziò a sperimentare anche con il cinema apparendo nel cortometraggio sperimentale A Vincent Gallo as Jesus Christ (1979) di Michael Holman e realizzando il proprio in qualità di regista, If You Feel Froggy, Jump (1980) e apparendo come attore nel lungometraggio Downtown 81 (1981) insieme all'artista Jean-Michel Basquiat. Nel 1984 Gallo recitò nel film del movimento No Wave The Way It Is or Eurydice in the Avenues (1985) di Eric Mitchell recitando insieme a Steve Buscemi, Edwige Belmore, Mark Boone Junior e Rockets Redglare. Dopo essere apparso nel film underground Doc's Kingdom, iniziò a apparire in piccole parti di film di produzioni maggiori come Quei bravi ragazzi (1990), La casa degli spiriti (1993) e La famiglia Perez (1995). La regista francese Claire Denis volle Gallo per recitare in diversi suoi lavori come il cortometraggio Keep It for Yourself (1991) il film televisivo  U.S. Go Home (1994) e il lungometraggio Nénette et Boni (1996).
Nel 1998 Gallo esordì alla regia con la pellicola di ispirazione autobiografica Buffalo '66, costata un milione e mezzo di dollari, per cui scrisse anche la sceneggiatura, compose e eseguì la colonna sonora e recitò in qualità di protagonista Il film ricevette recensioni molto positive dalla critica e garantendoli una solida fan base, venne inoltre candidato all'Independent Spirit Awards come miglior film.
Durante le riprese Gallo ebbe problemi con la giovane protagonista femminile, Christina Ricci, la quale definì Gallo "un pazzo e un lunatico". Ricci raccontò inoltre che Gallo la bullizzò per diversi anni successivi all'uscita del film per il suo peso e dichiarò di non avere alcun interesse a vedere le altre opere di Gallo. Gallo rispose alle affermazioni di Ricci scrivendo nel 2018  "Ancora sorrido quando vedo una sua foto e quando lei mi insulta sulla stampa mi ricorda che noi siamo connessi in qualche modo, e di questo ne sono grato. Christina Ricci è stata mia amica durante le riprese di Buffalo 66 e lavorare con lei ha avuto senso ed è stato spontaneo. Un giorno l'ho insultata ironicamente in presenza di amici e un infido scrittore di gossip mi ha origliato. Christina e io non ci siamo più parlati da quel momento".

### Anni 2000
Nel 2001 Gallo recitò come protagonista nel lungometraggio di Denis Cannibal Love - Mangiata viva.
Nel 2003 diresse e interpretò il suo secondo lungometraggio, The Brown Bunny, il quale racconta di un pilota di moto e del suo lungo viaggio attraverso il paese, con co-protagonista Chloë Sevigny. Il film contiene una lunga sequenza di Sevigny che esegue un atto di sesso orale esplicita e non simulata nei confronti di Gallo. Il film scatenò controversie e ricevette critiche estremamente negative durante la premiere al Festival di Cannes di quell'anno generando uno scandalo a livello mediatico il quale accrebbe per la decisione di Gallo di usare un fotogramma della sequenza incriminata per la locandina e il materiale promozionale della pellicola. In parte le polemiche riguardarono il fatto se Sevigny avesse subito pressioni per la realizzazione della scena di sesso con Gallo. Andrea LeVasseur di Allmovie disse che The Brown Bunny "esordì con molta derisione" alla premier a Cannes. L'acclamato critico Roger Ebert affermò che The Brown Bunny è stato il peggior film mai proiettato nella storia del Festival di Cannes. Gallo rispose al giudizio di Ebert definendolo un "un grasso maiale col fisico di un trafficante di schiavi" e affermò di aver lanciato una maledizione su Ebert augurando di procurarli un cancro al colon. Ebert successivamente rispose – riprendendo un'affermazione di Winston Churchill – che, "seppur sono grasso un giorno potrò dimagrire, ma il signor Gallo rimarrà sempre il regista di The Brown Bunny." e riguardo la maledizione rispose che "anche la mia colonscopia è stata uno spettacolo più intrattenente" (considerando anche che la versione originale di The Brown Bunny presentata al festival era sostanzialmente più lunga di quella definitiva rieditata poi distribuita). Nel corso del 2003 alcuni media riportarono che Gallo si scusò con Ebert, ma Gallo negò la cosa affermando "Non mi sono mai scusato per niente nella mia vita...L'unica cosa che mi dispiace è di aver lanciato una maledizione sul colon di Roger Ebert. Se un grasso maiale come Roger Ebert non apprezza il mio film allora mi spiace per lui".
Nel 2004 Gallo e Ebert apparentemente si riconciliarono e Ebert espresse un giudizio positivo per la versione rieditata di The Brown Bunny. Nonostante ciò, in un articolo del 2018 scritto dopo la morte di Ebert, Gallo accusò la recensione di Ebert di essere "inverosimile e una palese menzogna".
Gallo venne preso in seria considerazione per interpretare lo zio Rico nel film del 2004 Napoleon Dynamite, ma poco prima delle riprese il ruolo passò a Jon Gries.
Nel 2008 Gallo venne scelto come protagonista per il film Segreti di famiglia, diretto da Francis Ford Coppola.

### Anni 2010
Nel 2010 Gallo vinse la coppa Volpi per la migliore interpretazione maschile alla 67ª mostra internazionale d'arte cinematografica di Venezia per il suo ruolo muto nel film Essential Killing. Gallo non si presentò alla cerimonia di presentazione, il cui premio venne ritirato a suo nome dal regista Jerzy Skolimowski. Alla stessa edizione del festival venne presentato anche Promises Written in Water, terzo lungometraggio di Gallo il quale venne inoltre proiettato una singola volta al Toronto International Film Festival del 2010. Il film, girato interamente in bianco e nero e ispirato ai film di Andy Warhol e John Cassavetes, parla di un fotografo che tenta di preservare la bellezza di una ragazza morente e malata terminale. La pellicola ricevette recensioni polarizzanti e quasi totalmente negative, seppur alcune recensioni positive lo definirono il miglior film del 2010. La pellicola venne nominata al Leone d'oro per il miglior film.
Gallo dichiarò di non avere alcuna intenzione di distribuire il film in alcun modo né di permettere che il film verrà mai più visto da nessuno affermando che "Non voglio che i miei nuovi lavori vengano generati in un mercato o per un pubblico di qualunque tipologia". Aggiungendo inoltre che le uniche due proiezioni ma avvenute del film (a Cannes e a Toronto) erano negli accordi con Delfine Bafort, coprotagonista del film. In un'intervista del 2011 Gallo spiegò che il al film "sarebbe stato permesso di riposare in pace e venir conservato senza essere esposto alle energie oscure del pubblico". Ad oggi, nel 2024, Promises Written in Water non è disponibile in alcun modo e non è stato proiettato dal 2010.
Durante la stessa edizione del festival di Venezia del 2010, Gallo presentò anche il cortometraggio The Agent, il quale venne nominato nella categoria miglior cortometraggio. The Agent vede la partecipazione di Sage Stallone nell'ultima prova attoriale prima della sua morte nel 2012 e anch'esso è stato proiettato solo due volte. Gallo ha affermato di non avere intenzione di distribuirlo nuovamente al pubblico.
Nel 2012 Gallo recitò in La leggenda di Kaspar Hauser del regista italiano Davide Manuli, riproposizione in chiave moderna e western della vita di Kaspar Hauser il quale venne presentato all'International Film Festival di Rotterdam. Gallo interpretò due diversi ruoli chiave all'interno del film, quello dello sceriffo in inglese e quello dell'assassino in italiano. Quello stesso anno apparve in 2 Days in New York diretto da Julie Delpy in una comparsa nel ruolo di sé stesso interpretando una versione mefistofelica di sé nel tentativo di conquistare l'anima di Julie Delpy, messa da lei in asta. Delpy scrisse il ruolo appositamente per Vincet Gallo il quale accettò la parte dopo aver letto la sceneggiatura.
Nel 2013 il sito ufficiale di Vincent Gallo riportò la realizzazione di un quarto film da lui diretto, scritto, prodotto e recitato intitolato April. Il sito riporta la durata di 88 minuti con protagonista Gallo e l'attore pornografico Jamie Gillis. Il film non è stato mai rilasciato generando speculazioni sulla natura del progetto. In quello stesso anno recitò insieme a Kōichi Satō e Yoo Ji-tae nel film di Junji Sakamoto Human Trust.

### Anni 2020
Nel 2022 Gallo recitò nel film Shut In di D.J. Caruso rappresentando la prima apparizione cinematografica di Vincent Gallo dopo quasi dieci anni
Nel 2024 venne rivelato che Gallo sarebbe pronto a recitare insieme a James Franco in The Policeman, diretto da Jordan Gertner interpretando il ruolo del serial killer Joseph James DeAngelo. Gertner è stato il produttore di Buffalo '66 (1998). The Policeman risulta ultimato e attualmente è in post produzione.
A riprese ultimate sono emerse testimonianze di due attrici rimaste anonime non apparse nel film che avrebbero ricevuto commenti osceni nel corso di un provino. Queste testimonianze hanno portato a delle indagini da parte dello Screen Actors Guild. Gertner ha rilasciato dichiarazioni in difesa di Gallo.

## Carriera musicale e da modello

### Musica
Gallo ha suonato il basso e cantato in diverse band a partire dalla metà degli anni Settanta, al suo trasferimento a New York City divenne membro dei Gray insieme all'artista Jean-Michel Basquiat. I Gray suonarono in celebri locali come il Max's Kansas City, CBGB, Hurrahs e il Mudd Club. Alcune canzoni dei Gray vennero incluse nella colonna sonora di Downtown 81.
Nel 1984 Gallo recitò sotto lo pseudonimo di "Prince Vince" nei panni di un ballerino nell'episodio pilota di una serie televisiva mai realizzata sulla danza hip hop chiamata Graffiti Rock.
Gallo suonò in una band di musica elettronica chiamata Bohack, la quale rilasciò un album intitolato It Took Several Wives. Quando finì l'esperienza con i Bohack, Gallo si dedicò maggiormente alla regia e alla recitazione senza mai abbandonare la musica. Ha infatti scritto e eseguito le canzoni della colonna sonora del suo film del 1998 Buffalo 66. Ha suonato in una band chiamata Bynny insiene a Lukas Haas e ha scritto, registrato, prodotto e mixato un album solista intitolato When.
Nel 2001 Gallo ha diretto i video musicali di Going Inside di John Frusciante (poi autore della colonna sonora di The Brown Bunny) e Anemone del gruppo giapponese L'Arc-en-Ciel.

### Modello
In 1990 Gallo posò per Calvin Klein nel 2007, Gallo ha posato per la campagna di abbigliamento maschile di Stefano Pilati ed è stato anche fotografato per Supreme. Nel 2009, Gallo è apparso come modello nella collezione primaverile di H&M insieme a Eva Herzigova. In seguito ha fatto una campagna di moda e un servizio fotografico con i jeans G-Star Raw nell'autunno 2011. Nel 2017, Gallo ha posato per gli occhiali di Persol nella loro campagna primavera/estate. Dal 2017 al 2018, Gallo è apparso anche come modello, fotografato in bianco e nero, nella campagna SS18 di Saint Laurent.
Inoltre, Gallo ha dichiarato di aver sfilato una volta per la stilista Anna Sui, ma che lei rimase delusa dalla sua performance non venendo più assunto da Sui.

## Vita privata
Vincent Gallo vive in una villa del costo di $3.25 milioni di dollari a Tucson, Arizona. Gallo è astemio ed è un collezionista di dischi in vinile e materiale sonoro d'anteguerra.
Durante la sua infanzia Gallo è stato intimo amico dello scrittore William S. Burroughs vivendo a casa dell'autore per sei mesi avendo occasione di conoscere anche il poeta John Giorno che all'epoca conviveva con Burroughs. Nel corso della loro vita Gallo e Burroughs si sono scambiati lettere, cartoline e mixtape. La Ohio State University custodisce nel suo archivio una delle lettere di Gallo rivolta a Burroughs.
Nel 1984 Gallo è stato sposato con una donna per sole dieci settimane prima della fine della loro relazione. Gallo è stato fidanzato brevemente con l'ereditiera Paris Hilton (cui dedicò la traccia di apertura di When) e ha affermato di aver frequentato P.J. Harvey. Gallo è stato anche intimo amico di Johnny Ramone, del musicista John Frusciante e dell'attrice Milla Jovovich.
Il 24 maggio del 2001 Gallo vinse la causa con l'attore John Ventimiglia per aggressione e lesioni personali.
Nel corso degli anni Gallo si è guadagnato fama per i suoi commenti aggressivi mirati e per le sue affermazioni provocatorie e roboanti. Al suo esordio alla regia dichiarò riguardo Martin Scorsese “Non lavorerei con Martin Scorsese nemmeno per 10 milioni di dollari. Non fa un buon film da 25 anni. Non lavorerei mai con un egomaniaco”. Relativamente all'uscita di Lost in Translation (2003) di Sofia Coppola dichiarò  “Sofia Coppola apprezza solo un uomo che ha ciò che lei vuole. Se lei vuole essere una fotografa si scoperà un fotografo. Se vuole fare la regista si scoperà un regista. Lei è una parassita, esattamente come quel grasso maiale di suo padre"
Quando gli venne chiesto nel corso di un'intervista se fosse ebreo, Gallo rispose "No, non ho il gene ebreo". Sul suo sito ufficiale Gallo si offre come escort per donne per 50.000 dollari e vende il suo liquido seminale per 1 milione di dollari. Gallo disse in un'intervista che il suo sito web così come le sue affermazioni sono ironiche e dovrebbero essere interpretate come satira e ha deriso i critici che li hanno presi sul serio.

### Posizioni politiche
"Molte persone pensano che io sia un omofobo, un razzista, un sessista, un nazionalista, un amante di Bush e di Nixon. La verità è che sono contro qualunque protesta perché credo che la protesta venga dall'ego. Il suono più brutto che abbia mai sentito in vita veniva da una protesta contro la guerra. Le voci più arrabbiate e amare che abbia mai sentito nella mia dannata vita... Voi date più attenzione all'inuguaglianza attraverso la protesta." - Vicent Gallo, "The Context of Gallo" (2009)
Gallo si è definito per tutta la vita un repubblicano e un conservatore convinto. Si è dichiarato anti-abortista, contro le droghe e contro la pornografia. Gallo ha scritto un articolo contro l'aborto per BlackBook.
Gallo è ammiratore dell'ex presidente degli Stati Uniti Richard Nixon, che ha definito come un "intellettuale". Gallo afferma di aver incontrato Nixon all'età di sei anni, nel periodo in cui viveva a casa di Burroughs.
Nel 2004 Gallo è apparso nel documentario Rated R: Republicans in Hollywood, parlando della discriminazione che avrebbe subito nell'industria per le posizioni conservatrici. Ha inoltre partecipato al Women's National Republican Club, dove espresse il suo supporto per il presidente George W. Bush, affermando "sapete che gli Stati Uniti hanno un grande presidente quando i francesi lo odiano!".
Nel 2018 dichiarò il suo supporto per il presidente Donald Trump, scrivendo di essere "estremamente fiero" che Trump fosse presidente. Nel 2022 elogiò la politica Kyrsten Sinema (all'epoca nel Partito Democratico) per la sua "apertura mentale" e donò 250 dollari alla compagna elettorale per le elezioni alla camera dei rappresentanti del repubblicano Juan Ciscomani.
Nell'agosto del 2024 Gallo ha incontrato Trump e ha dato supporto alla sua campagna elettorale per le elezioni presidenziali statunitensi del 2024.

### Opinioni su film e musica
Nel 1998, Gallo menzionò Pier Paolo Pasolini come il suo regista preferito e Il bell'Antonio (1960) di Mauro Bolognini come il suo film preferito. Nel 2009 Gallo disse invece che il suo film preferito fosse Non torno a casa stasera (1969) di Francis Ford Coppola e menzionò Warren Beatty come uno dei suoi attori preferiti e idoli personali.
In una intervista del 1998 con Elvis Mitchell Gallo affermò che il suo gusto in fatto di cinema fosse "pacchiano". Elencando The Boy in the Plastic Bubble (1976), E il vento disperse la nebbia (1962), Lilith - La dea dell'amore (1964), Mickey One (1965), La cattura (1969), L'unico gioco in città (1970), Panico a Needle Park (1971), 40.000 dollari per non morire (1974), The Death of Richie (1977), ...e tu vivrai nel terrore! - L'aldilà (1981) e Gigolò per sbaglio (1999) tra i suoi film preferiti.
Nonostante ne sia membro, Gallo ha aspramente criticato lo Screen Actors Guild, definendolo "un sindacato egoista che non ha mai avuto a cuore le migliori intenzioni dei suoi membri".
Gallo ha citato In the Court of the Crimson King (1969) dei King Crimson come il suo disco preferito arrivando a utilizzare la canzone Moonchild durante la sequenza del ballo sulla pista da bowling in Buffalo '66. Ha inoltre definito i Ramones il più grande gruppo musicale di tutti i tempi.

## Filmografia parziale

### Attore
- A Vincent Gallo as Jesus Christ, regia di Michael Holman (1979)
- New York Beat Movie, regia di Edo Bertoglio (1982)
- The Way It Is, regia di Eric Mitchell (1984)
- The Gunlover, regia di Salvatore Montanaro (1986) - Cortometraggio
- Doc's Kingdom, regia di Robert Kramer (1987)
- Keep It for Yourself, regia di Claire Denis (1991)
- A Idade Maior, regia di Teresa Villaverde (1991)
- The Hanging, regia di Victoria Leacock (1993)
- Il valzer del pesce freccia (Arizona Dream), regia di Emir Kusturica (1992)
- La casa degli spiriti (The House of the Spirits), regia di Bille August (1993)
- US Go Home, regia di Claire Denis (1994) - Film TV
- Angela, regia di Rebecca Miller (1995)
- La famiglia Perez (The Perez Family), regia di Mira Nair (1995)
- Palookaville, regia di Alan Taylor (1995)
- Nénette e Boni, regia di Claire Denis (1996)
- Fratelli (The Funeral), regia di Abel Ferrara (1996)
- Viaggio senza ritorno (Truth or Consequences, N.M.), regia di Kiefer Sutherland (1997)
- Hollywood Salome, regia di Erick Ifergan (1998)
- Goodbye Lover, regia di Roland Joffé (1998)
- Buffalo '66, regia di Vincent Gallo (1998)
- Los Angeles senza meta (L.A. Without a Map), regia di Mika Kaurismäki (1998)
- Freeway II: Confessions of a Trickbaby, regia di Matthew Bright (1999)
- L'ultimo anello della follia (Cord), regia di Sidney J. Furie (2000)
- Cannibal Love - Mangiata viva (Trouble Every Day), regia di Claire Denis (2001)
- Get Well Soon, regia di Justin McCarthy (2001)
- Stranded - Naufraghi, regia di Maria Lidon (2001)
- The Brown Bunny, regia di Vincent Gallo (2003)
- Gli indesiderabili, regia di Pasquale Scimeca (2003)
- Moscow Zero, regia di María Lidón (2006)
- Oliviero Rising, regia di Riki Roseo (2007)
- Segreti di famiglia (Tetro), regia di Francis Ford Coppola (2009)
- Essential Killing, regia di Jerzy Skolimowski (2010)
- Promises Written in Water (2010)
- L'amore non è un crimine (Loosies), regia di Michael Corrente (2011)
- La leggenda di Kaspar Hauser, regia di Davide Manuli (2012)
- The Human Trust, regia di Junji Sakamoto (2013)
- Shut In, regia di DJ Caruso (2022)

### Regista
- If You Feel Froggy, Jump (1986) - Cortometraggio
- The Gunlover (1986) - Cortometraggio
- Buffalo '66 (1998)
- Going Inside di John Frusciante (1998) - Clip musicale
- The Brown Bunny (2003)
- Promises Written in Water (2010)

### Sceneggiatore
- The Gunlover (1986) - Cortometraggio
- Buffalo '66 (1998)
- The Brown Bunny (2003)
- Promises Written in Water (2010)

### Montatore
- The Brown Bunny (2003)
- Promises Written in Water (2010)

### Direttore della fotografia
- The Brown Bunny (2003)

### Produttore
- Promises Written in Water (2010)

## Discografia

### Album
- 1982 - It Took Several Wives (Family Friend Records) con lo pseudonimo di Bohack
- 1984 - The Way It Is Soundtrack (Rojo Records)
- 1998 - Buffalo 66 Soundtrack (Will Records)
- 2001 - When (Warp Records)
- 2002 - Recordings Of Music For Film (Warp Records)

### Singoli/EP
- 2001 - So Sad – EP (Warp Records)
- 2001 - Honey Bunny – 7" (Warp Records)

## Doppiatori italiani
Nelle versioni in italiano delle opere in cui ha recitato, Vincent Gallo è stato doppiato da:
- Roberto Gammino in Il valzer del pesce freccia, La famiglia Perez, Los Angeles senza meta
- Danilo De Girolamo in La casa degli spiriti, Buffalo '66, Gli indesiderabili
- Pasquale Anselmo in Cannibal Love - Mangiata viva, Segreti di famiglia
- Francesco Pannofino in Palookaville
- Massimo Rossi in Fratelli
- Sandro Acerbo in Viaggio senza ritorno
- Alberto Bognanni in L'amore non è un crimine
- Maurizio Merluzzo in 2 giorni a New York